# Lagraulet-du-Gers
Lagraulet-du-Gers é uma comuna francesa na região administrativa de Occitânia, no departamento de Gers. Estende-se por uma área de 27,22 km². Em 2010 a comuna tinha 578 habitantes (densidade: 21,2 hab./km²).